# Auyo
Auyo è una città della Repubblica Federale della Nigeria appartenente allo Stato di Jigawa. È capoluogo dell'omonima area a governo locale (local government area) che si estende su una superficie di 512 km² e conta una popolazione di 132.001 abitanti.